# 御堂ダリア
御堂 ダリア（みどう ダリア、1月4日 - ）は、日本の女性声優。大阪府出身。EARLY WING所属。

## 略歴
WAHO學院出身。

## 人物
趣味・特技として変身、本のジャケット買い、似顔絵を描くこと、マイクパフォーマンスをそれぞれ挙げている。
声優になろうと思ったきっかけは自身の声が良いと言われることが多かったことから。

## 出演
太字はメインキャラクター。

### テレビアニメ
2017年
- UQ HOLDER! 〜魔法先生ネギま!2〜（長谷川千雨）

2018年
- ハイスコアガール（2018年 - 2019年、鬼塚ちひろ） - 2シリーズ

2019年
- 通常攻撃が全体攻撃で二回攻撃のお母さんは好きですか（母親A）

2020年
- ゾゾゾ ゾンビーくん（パンダゾンビ、ゲーム音声）
- いわかける! - Sport Climbing Girls -（沙村里奈）

2021年
- キングスレイド 意志を継ぐものたち（少年）
- 舞妓さんちのまかないさん（舞妓、仕込み）

2023年
- 帰還者の魔法は特別です（パインツリーメンバー）

2024年
- 魔法使いになれなかった女の子の話（風太）
- やり直し令嬢は竜帝陛下を攻略中（ソテー）

2025年
- ババンババンバンバンパイア（チーコ）

### 劇場アニメ
- 映画 この素晴らしい世界に祝福を!紅伝説（2019年、女オーク）

### 吹き替え
- つよいぞ! のりものモンスター(スピナー)(2024年、Netflix)
- ザ・リクルートSeason2(2024年、Netflix)

### 朗読
- ヴァンパイア・アストロノーツ「妖語りす譚」（2019年4月6日・7日、赤坂CHANCEシアター） - 小鈴 役、坊主 役[11]

### その他コンテンツ
- エフエム軽井沢 R-CM